# Bradypodion caeruleogula
Espèce
Statut CITES
Statut de conservation UICN

 EN B1ab(i,ii,iii)+2ab(i,ii,iii) : En danger
Bradypodion caeruleogula est une espèce de sauriens de la famille des Chamaeleonidae.

## Répartition
Cette espèce est endémique du KwaZulu-Natal en Afrique du Sud.

## Publication originale
- Raw & Brothers, 2008 : Redescription of the South African dwarf chameleon, Bradypodion nemorale Raw 1978 (Sauria: Chamaeleonidae), and description of two new species. ZooNova, vol. 1, n. 1, p. 1-7 (texte intégral).